# Akelarre (restaurante)

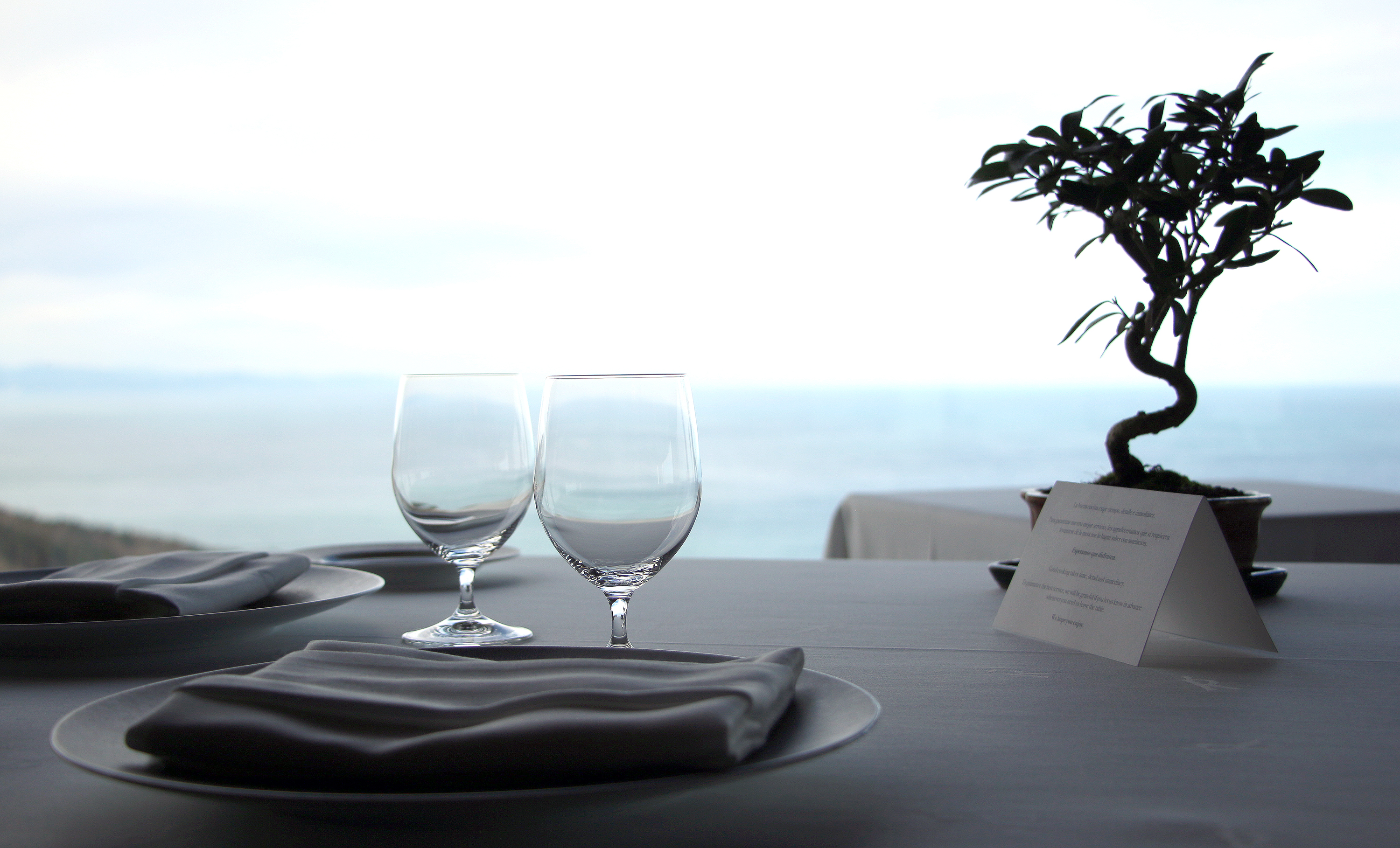
El Restaurante Akelarre, con 3 estrellas Michelín, está ubicado en Igeldo (San Sebastián).

Akelarre es un restaurante vasco abierto en 1974 en Igeldo, Guipúzcoa (España), que ha conseguido tres estrellas Michelin. El restaurante es conocido por su marisco local.
Su dueño es Pedro Subijana. Subijana recibió el Premio Nacional de Gastronomía, en reconocimiento a su contribución a cocina vasca.
El Restaurante Akelarre, con 3 estrellas Michelín, está ubicado en el barrio de Igeldo (San Sebastián). Desde 2017 cuenta, además, con un hotel de 5 estrellas con 22 habitaciones frente al mar Cantábrico y el restaurante Oteiza, en honor al escultor asiduo a Akelarre. En palabras del propio Pedro Subijana, su mayor objetivo es lograr que fluya el alma de Akelarre hasta nuestros visitantes, clientes y profesionales, que se basa en el gusto por la excelencia y el trabajo bien hecho, en la búsqueda permanente de la mejora continua y de la sorpresa sensitiva. 
Para apreciar mejor la alta gastronomía de Pedro Subijana, se recomienda optar por la fórmula de menú de degustación, a elegir entre las diferentes propuestas diseñadas a conciencia para disfrutar de la alta gastronomía desde todos los sentidos y puntos de vista. 
Dispone de una importante bodega con más de 650 referencias de diversas procedencias, tanto de España como de otras partes del mundo. 
El Aula de Cocina es en primer lugar el espacio en el que se crea, discute y deciden todas y cada una de las nuevas fórmulas que luego se aplican en su cocina. Pero también es un lugar de formación para diferentes colectivos. Las aulas son un espacio abierto para impartir clases magistrales para grupos de entre 8 y 25 personas, adultos o niños, de la mano de Pedro Subijana y su equipo creativo.